# Alix Wilton Regan
Alix Sophie Wilton Regan (née le 26 janvier 1986) est une actrice anglaise principalement connue pour ses rôles dans le doublage de jeux vidéo. Elle a prêté sa voix à des personnages marquants tels que Calista dans The Last Story, Samantha Traynor dans Mass Effect 3, l'Inquisitrice dans Dragon Age: Inquisition, Aya dans Assassin's Creed Origins et Selemene dans Dota: Dragon's Blood.

## Jeunesse
Née à Londres, Wilton Regan a effectué sa scolarité à l'école primaire de L'Île aux Enfants, puis au lycée français Charles de Gaulle, avant de poursuivre ses études à l'école supérieure Latymer. Parallèlement, elle s'est formée aux arts du spectacle en suivant des cours de théâtre, de chant et de danse à la Sylvia Young Theatre School et à Stage Coach.

## Carrière

### Théâtre
Après avoir obtenu son diplôme à 20 ans, Wilton Regan fait ses premiers pas sur scène dans le rôle d'Hannah, tenant la vedette aux côtés de Tom Burke dans Retreat – une pièce du dramaturge James Saunders. Cette production, couronnée par un FringeReview Award du spectacle le plus remarquable au Edinburgh Festival Fringe, connaît un succès tel qu'elle est transférée au New End Theatre de Londres. Depuis, l'actrice a enrichi son parcours théâtral en se produisant sur des scènes prestigieuses : Theatre Royal Haymarket, Tricycle Theatre, King's Head Theatre, Arcola Theatre et Landor Theatre. Elle a notamment partagé la scène avec Jonathan Pryce dans une mémorable production du Roi Lear mise en scène par Michael Attenborough au Théâtre Almeida – spectacle marquant la fin de son mandat de directeur artistique.

## Filmographie

### Télévision
| Année     | Titre                          | Rôle                                                       | Remarques   |
| --------- | ------------------------------ | ---------------------------------------------------------- | ----------- |
| 2003      | Doctors                        | Annalise                                                   | 1 épisode   |
| 2003      | The Bill                       | Josie Pike                                                 | 2 épisodes  |
| 2006      | Bombshell                      | Sophie Welling                                             | 3 épisodes  |
| 2007      | Casualty                       | Clare Brickell                                             | 1 épisode   |
| 2009      | Les Arnaqueurs VIP             | Michelle                                                   | 1 épisode   |
| 2010      | Come Fly with Me               | Françoise                                                  | 1 épisode   |
| 2013–2019 | Le Monde incroyable de Gumball | Carmen Verde, Hexagon Lady, Mrs. Mushroom, The Moon (voix) | 42 épisodes |
| 2014      | Crossing Lines                 | Sabina Baxendale                                           | 1 épisode   |
| 2014      | Flics toujours                 | Tessa Dugdale                                              | 1 épisode   |
| 2015      | Obsession: Dark Desires        | Sarah Nottingham                                           | 1 épisode   |
| 2017      | The Brave                      | Dr Kimberley Wells                                         | 1 épisode   |
| 2021–22   | Dota: Dragon's Blood           | Selemene, Filomena, Mylur, Prêtresse de Mene (voix)        | 19 épisodes |

### Jeux vidéo
| Année | Titre                               | Rôle                                                                      |
| ----- | ----------------------------------- | ------------------------------------------------------------------------- |
| 2001  | RuneScape                           | Ariane                                                                    |
| 2009  | Risen                               | Rachel, Martha, Sonja, Tilda                                              |
| 2009  | Dragon Age: Origins                 | Ser Cauthrien, Sanga, Petra, Habren, Mhairi, Ser Tamra, Additional Voices |
| 2011  | The Last Story                      | Calista                                                                   |
| 2011  | Dragon Age II                       | Macha, Lilley, Templar Ruvena, Lieutenant Harley, Mage Sympathizer        |
| 2011  | Anno 2070                           | Tori Bartrok                                                              |
| 2011  | Trine 2                             | Isabel                                                                    |
| 2012  | Deponia                             | Goal                                                                      |
| 2012  | Mass Effect 3                       | Comm. Specialist Samantha Traynor                                         |
| 2012  | Risen 2: Dark Waters                | Patty Steelbeard                                                          |
| 2012  | Chaos on Deponia                    | Goal                                                                      |
| 2012  | Forza Horizon                       | Holly Cruz                                                                |
| 2012  | Zombi                               | Sondra Kelley                                                             |
| 2013  | Soul Sacrifice                      | Sortiara, Illecebra                                                       |
| 2013  | The Night of the Rabbit             | Anja Mouse, Polar Scientist                                               |
| 2013  | The Raven: Legacy of a Master Thief | Patricia Mayers                                                           |
| 2013  | Divinity: Dragon Commander          | Lohannah                                                                  |
| 2013  | Goodbye Deponia                     | Goal                                                                      |
| 2013  | L'Œil noir : Demonicon              | Calandra                                                                  |
| 2014  | Divinity: Original Sin              | Additional Voices                                                         |
| 2014  | Sacred 3                            | Aria                                                                      |
| 2014  | LittleBigPlanet 3                   | Pinky Buflooms                                                            |
| 2014  | Dragon Age: Inquisition             | Female Inquisitor                                                         |
| 2015  | Guitar Hero Live                    | Additional Voices                                                         |
| 2015  | Warhammer: End Times – Vermintide   | Kerillian, Waywatcher                                                     |
| 2016  | Deponia Doomsday                    | Goal, Future Goal, No-Future Goal, Baby Goal                              |
| 2017  | Vikings: Wolves of Midgard          | Additional Voices                                                         |
| 2017  | Divinity: Original Sin II           | Sebille                                                                   |
| 2017  | Total War: Warhammer II             | Female Dark Elf Dreadlord                                                 |
| 2017  | Assassin's Creed Origins            | Aya                                                                       |
| 2018  | Warhammer: Vermintide 2             | Kerillian                                                                 |
| 2019  | Ghost Recon Breakpoint              | Nomad (Female)                                                            |
| 2020  | Wolcen: Lords of Mayhem             | Valeria                                                                   |
| 2020  | Amnesia: Rebirth                    | Anastasie "Tasi" Trianon                                                  |
| 2020  | Cyberpunk 2077                      | Alt Cunningham                                                            |
| 2020  | Medal of Honor: Above and Beyond    | Juliette                                                                  |
| 2021  | Biomutant                           | Light Aura                                                                |
| 2021  | Sherlock Holmes Chapter One         | Additional Voices                                                         |
| 2022  | CrossfireX                          | Veŕonique Fontaine                                                        |
| 2022  | Return to Monkey Island             | Madison                                                                   |
| 2022  | Warhammer 40,000: Darktide          | Traitor Captain                                                           |
| 2023  | Cyberpunk 2077: Phantom Liberty     | Alt Cunningham                                                            |
| 2024  | The Elder Scrolls Online: Gold Road | Ithelia                                                                   |
| 2024  | Dragon Age: The Veilguard           | Female Inquisitor                                                         |
| TBA   | Perfect Dark                        | Joanna Dark                                                               |